# L'Aleixar
Aleixar (L'Aleixar) là một đô thị trong comarca Baix Camp, tỉnh Tarragona, cộng đồng tự trị Catalonia, Tây Ban Nha. Dân số năm 2007 là 862 người.

Localización de Aleixar en el Baix Camp